# Lenguas caucásicas septentrionales
Las lenguas caucásicas septentrionales es un grupo de lenguas, posiblemente emparentadas, que engloba a dos familias de lenguas caucásicas que previamente habían sido consideradas familias no emparentadas:
- Lenguas caucásicas del noroeste
- Lenguas caucásicas del nordeste

Algunos autores dividen las lenguas del nordeste en dos familias diferentes, aunque la mayoría de especialistas consideran que se trata de una única familia.
Las lenguas caucásicas septentrionales se extienden por el Cáucaso norte y el noreste de Turquía.

## Descripción lingüística
Los dos grupos están caracterizados por una gran complejidad fonética, incluyendo un amplio uso de articulación secundaria. Sin embargo, el sistema gramatical de ambas familias es muy diferente. Las lenguas del nordeste se caracterizan por una extraordinaria complicación del sustantivo: se conoce un ejemplo del tabasaro en el que una serie de locativos intersecan con una serie de sufijos que indican movimiento respecto a un lugar, produciendo unos 48 sufijos (a menudo descritos incorrectamente como declinación).
Por el contrario, las lenguas del noroeste tienen un sistema muy pobre, que normalmente solamente distingue dos o tres casos. Sin embargo, la complejidad del verbo en el grupo del noroeste es notable: el sujeto, el objeto directo, el objeto indirecto, el benefactivo y la mayoría de funciones locales se expresan dentro del verbo.
A pesar de este contraste tan extremo (el grupo del nordeste con un sistema nominal muy rico y el grupo del noroeste con la correspondiente riqueza en el sistema verbal) algunos lingüistas están convencidos de que ambos grupos provienen de un ancestro común, que se dividió en dos grupos hace unos cinco mil años. Las fonologías extremas de estas lenguas (el ubijé del noroeste tiene 80 consonantes y el archi se cree que tiene 76) así como los extraordinarios sistemas gramaticales parecen apoyar la teoría, que sin embargo sigue siendo discutida.

## Comparación de las dos familias
Las principales similitudes entre los dos familias caucásicas septentrionales están en los sistemas fonológicos. Sin embargo, sus estructuras gramaticales difieren notablemente, lo cual apunta a que algunas de las similitudes podrían ser fenómenos típicos de área lingüística.

### Principales similitudes
Ambos grupos se caracterizan por una alta complejidad fonética. Entre las consonantes se da con mucha frecuencia la articulación secundaria o coarticulación. El ubykh (cau. noroccidental) tiene 84 consonantes diferentes, mientras que para el archi (cau. nororiental) se han contabilizado 76 consonantes.
Además se ha propuesto una lista razonable de cognados. Sin embargo, la mayoría de ellos podrían ser préstamos o simplemente coincidencias, puesto que la mayor parte de los morfemas de ambos grupos son muy cortos (frecuentemente con una sola consonante, lo que favorece enormemente las coincidencias azarosas).

### Principales diferencias
Las lenguas caucásicas nororientales se caracterizan por una complejidad morfológica considerable en el nombre. Así por ejemplo, en tsez, una serie de casos locativos se puede combinar con una serie de sufijos referidos al movimiento con respecto a la localización, produciendo un conjunto de 126 formas locativas diferentes (frecuentemente descritas como casos morfológicos diferentes, aunque diferentes autores los analizan de diferente manera).
Esto contrasta con los sistemas nominales de las lenguas caucásicas noroccidentales que son relativamente simples en su morfología. En estas lenguas el nombre distingue solamente dos o tres casos diferentes. Aunque las lenguas noroccidentales sí presentan una estructura verbal compleja, en la que existen marcas verbales para el sujeto, el objeto directo, el objeto indirecto o el objeto benefactivo, así como marcas verbales para locativos.

### Comparación léxica
| Pronombres personales | Pronombres personales | Pronombres personales | Pronombres personales | Pronombres personales | Pronombres personales | Pronombres personales | Pronombres personales |
| Persona               | Caucásico nororiental | Caucásico nororiental | Caucásico nororiental | Caucásico nororiental | Caucásico nororiental | PCNOc                 | PCN                   |
| Persona               | PN                    | PDL                   | PLK                   | PAAT                  | PCNOr                 | PCNOc                 | PCN                   |
| --------------------- | --------------------- | --------------------- | --------------------- | --------------------- | --------------------- | --------------------- | --------------------- |
| 1 sg.                 | *su-                  | *du                   | *zʷə-                 | dVpal                 | *zʷə-                 | *sA                   | *zoː                  |
| 2 sg.                 | *ħu-                  | *ħʷə                  | *ʁʷə-                 | dVlab/mV              | *ʁʷə-                 | *wA                   | *u̯oː/*ʁwVː            |
| 1 pl. in.             | *way                  | *-χːa                 | *χːə-                 | *iλiː                 | *łiː- (?)             | *šʲə/tːa/χːa          | *Läː                  |
| 1 pl. ex.             | *tχu-                 | *žu                   | *žʲə                  | *išiː                 | *z⇨ʲə-                | *šʲə/tːa/χːa          | *ži                   |
| 2 pl.                 | *šu-                  | *-šːa/zu              | *žʷə                  | *bišːdi               | *z⇨ʷə-                | *sʷV                  | *źwe                  |

Abreviaciones:
PN = Proto-Nakh
PDL = Proto-Dargi-Lak
PLK = Proto-Lezgi-Khinalugh
PAAT = Proto-Avar–Andi–Tsez
PCNOr = Proto-caucásico nororiental
PCNOc = Proto-caucásico noroccidental:
PCN = Proto-caucásico norte (septentrional)
| GLOSA | Nororiental | Nororiental   | Nororiental    | Noroccidental | Noroccidental | PNC           |
| GLOSA | PCNOr (S)   | PCNOr (N)     | PCNOr          | PCNOc (S)     | PCNOc (C)     | PNC           |
| ----- | ----------- | ------------- | -------------- | ------------- | ------------- | ------------- |
| 1     | *c(h)a      | #c(ʕ)V        | *c(ħ)a         | *za           |               | *cHǝ̆          |
| 2     | *qʷ’a       |               | *qʷ’ə          | *t’qʷ’a       | *t’q’o        | *q̇Hwǟ         |
| 3     | *ɬeb (?)    |               | *Łəb-          | *λ:ə          | *(y-)x̂ə/a     | *ƛHĕ          |
| 4     | *əmq(ʷ)’i   |               | *umqʼi~ *moqʼu | *p’λ’a        |               | *hĕmq̇ɨ        |
| 5     | *x̂ʷə        | #(W)=ƛƛi/ƛƛwi | *p-Łu          | *sx̂ʷə         | *(w-/y-)ćx̂ə   | *f_ɦä̆         |
| 6     | *renɬə-     |               | *ji-rẽŁə-      | *ɬʷə          | *(w-)x̂cə      | *ʔrǟnƛ_E      |
| 7     | *u̯ərδ (?)   |               | *wərɬ-         | *bδə          |               | *ʡĕrŁ_ɨ̆       |
| 8     | *mbərδ      |               | *mbərɬ-        | ---           | *(w-/y-)ɣə/a  | *bǖnŁ_e (˜-a) |
| 9     | *wərč’      |               | *wərkʼʷi-      | *bğʷʲə        | *-ɣə́          | *ʔĭlć̣wɨ       |
| 10    | *wəc’       |               | *wəcʼ-         | *bć’ʷə        | *(p-/w-)źə́/źá | *ʡĕnc̣Ĕ        |

Abreviaciones: (N) = Nichols, (S) = Schulze, (C) = Colarusso
/c, č/ designan dos africadas, la alvelar y la postalveolar (AFI /ʦ, ʧ/).

## Genética de poblaciones y las lenguas norcaucásicas
El estudio genético del cromosoma Y en las poblaciones nativas del Cáucaso norte, ha encontrado una correlación geográfica y lingüística. Los datos sugieren un origen directo de los linajes masculinos del Cáucaso provenientes del Cercano Oriente, seguido de un alto nivel de aislamiento (razones geográficas e históricas), con posterior diferenciación y deriva genética in situ. Comparación de las reconstrucciones genéticas y lingüísticas que cubren los últimos milenios mostró correspondencias sorprendentes.